# Tanner Tessmann
Francis Tanner James Tessmann (* 24. September 2001 in Birmingham, Alabama) ist ein US-amerikanischer Fußballspieler.

## Karriere

### Verein
Vom Alabama FC wechselte er im Sommer 2016 in die Akademie des FC Dallas, welche ihn leihweise von April bis November 2019 zum North Texas SC transferierten, wo er erste Einsätze in der USL League One sammelte. Ende Februar 2020 rückte er fest in den Kader des MLS-Teams auf. Sein Debüt in der MLS gab er gleich am 1. Spieltag der Saison 2020, als er beim 2:0-Sieg über Philadelphia Union in der Startelf stand und auch das abschließende 2:0 in der 90. + 1. Minute von Paxton Pomykal vorbereitete. Auch in den weiteren Partien der durch die Pandemie zerstückelten Saison kam er fast immer zum Einsatz. Zur Spielzeit 2021/22 erfolgte für eine Ablöse von etwas unter 4 Mio. € sein Wechsel nach Italien zum Serie-A-Aufsteiger FC Venedig.
Dort gab er am 1. Spieltag der folgenden Spielzeit sein Ligadebüt, als er bei der 0:2-Aufaktniederlage gegen die SSC Neapel zur 63. Minute für Luca Fiordilino eingewechselt wurde. Nach Saisonende musste er mit seinem Klub als Tabellenschlusslicht in die Serie B absteigen. Hier hat er sich mittlerweile als Stammspieler festgespielt und erzielte in der Spielzeit 2023/24 sechs Tore in 37 Einsätzen. Am Ende der Play-offs schaffte er mit seinem Team die Rückkehr in die Serie A zur Spielrunde 2024/25. Anschließend wechselte Tessmann zu Olympique Lyon.

### Nationalmannschaft
Nach ein paar Einsätzen mit der US-amerikanischen U18 und der U20 wurde er Anfang 2021 erstmals für die A-Nationalmannschaft nominiert und gab bei einem 7:0-Freundschaftsspielsieg über Trinidad und Tobago sein Debüt, bei welchem er in der 78. Minute für Aaron Herrera eingewechselt wurde.
Danach folgte die Teilnahme mit der U23 bei dem Qualifikationsturnier für das Fußballturnier der Olympischen Sommerspiele 2020. Hier verlor er im Halbfinale mit seiner Mannschaft gegen Honduras und verpasste so die Spiele. Etwas mehr als zwei Jahre später bekam er bei der A-Nationalmannschaft noch einmal einen Einsatz bei einem 3:0-Freundschaftsspielsieg über Usbekistan. Bereits zuvor qualifizierte sich die USA durch den Gewinn der CONCACAF U-20-Meisterschaft 2022 für die Olympischen Spiele 2024 in Paris. So wirkte Tessmann ab Oktober 2023 in mehreren Freundschaftsspielen zur Vorbereitung für das Turnier mit und trug des Öfteren auch die Kapitänsbinde. So wurde er auch für den Olympiakader nominiert, bei welchem er sein Team auch bei der 0:3-Auftaktniederlage gegen Frankreich auf dem Feld als Kapitän anführte.